# Kick III
Kick III (stilizzato in KicK iii) è il sesto album in studio della musicista venezuelana Arca, pubblicato il 1º dicembre 2021 dalla XL Recordings come terza parte della serie dei cinque dischi "kick".
È stato nominato come Miglior Album di Musica Elettronica ai Libera Awards.

## Antefatti e pubblicazione
Già nell'aprile 2020, durante la promozione dell'album Kick I, Arca aveva rivelato alla rivista statunitense Pitchfork che ci sarebbe stata una serie di album "kick", il terzo dei quali «è un po' più introverso di Kick I, un po' più come il mio album omonimo». Il 3 settembre 2021, dopo il rilascio del remix per il singolo Rain on Me di Lady Gaga e Ariana Grande, contenente campionamenti dei brani Time e Mequetrefe (da Kick I), Arca avrebbe dichiarato definitivamente conclusa l'era di Kick I, così da «spostarsi all'era Kick II e oltre».
Il primo singolo estratto, Incendio, viene pubblicato il 27 settembre 2021, anche se inizialmente non ne viene specificato l'album di appartenenza. L'uscita di Kick III viene annunciata solo il 9 novembre con la pubblicazione del secondo singolo estratto, Electra Rex. Per l'occasione, Arca ha anche fornito una nuova descrizione dell'album, definendolo «un portale diretto sulle tavolozze sonore più maniacali, violentemente euforiche e aggressivamente psichedeliche della serie», e come «la registrazione più incendiara dell'universo Kick».
La quinta traccia dell'album, Skullqueen, era stata già pubblicata nel 2020 in Mutants Vol. 3: Seed, la terza raccolta musicale del collettivo Mutants1000000, nato dallo stesso server Discord di Arca.
Il 29 novembre 2021 è stato organizzato da XL Recordings un listening party d'anteprima dell'album a New York, Città del Messico, Londra, Barcellona e Tokyo.
Nonostante l'annuncio iniziale per il 3 dicembre, Kick III è stato pubblicato il 1º dicembre 2021; è stato preceduto da Kick I (26 giugno 2020) e Kick II (30 novembre 2021), e seguito da Kick IV (2 dicembre 2021) e Kick V (3 dicembre 2021), per un totale di 59 tracce.
L'album è stato pubblicato in formato CD ed LP il 20 maggio 2022, insieme agli altri dischi kick.

## Copertina
La copertina è una creazione visiva in 3D realizzata da Frederik Heyman e ritrae un avatar di Arca a due teste, circondato da uno scenario apocalittico, con alcuni scheletri adagiati in una pozza di sangue ed altri addomesticati da Arca stessa. Nella copertina, la musicista tiene nella mano destra una figura fantastica, da lei soprannominata Mima e realizzata dall'artista Andrea Chiampo:
(Arca sui Mima)

## Stile
Kick III è un album di deconstructed club, glitch hop, musica psichedelica, reggaeton, cumbia, dance ed elettronica-noise. Bruja, il brano che apre l'album, è «una canzone da ballroom, carica di insolenza ed energia contagiosa». Incendio è una canzone industrial rap che «mette in luce il sound design di Ghersi nella sua forma più creativa. I rumori di veicoli di passaggio ottengono tanto spazio quanto il clamore balistico delle percussioni, e la furia rende la sua voce cangiante — quasi un rap senza fiato, con grida infuocate, risatine infantili — facendo costantemente rizzare i capelli». Rubberneck è una miscela di intelligent dance music e operatic pop, caratterizzata da «tonfi industriali punitivi» ed «un senso di caos controllato». Señorita è una canzone glitch propendente all'hip hop, che funziona come «fulcro lirico incisivo del disco». Electra Rex è «sostenuta da un ritmo trap cavernoso che lascia spazio a percussioni sincopate, combinando le tragedie mitologiche greche di Elettra ed Edipo re». Skullqueen «imita i frequentatori di discoteche che escono per prendere un po' d'aria fresca prima di tornare nell'oscurità euforica del glitch hop bash di Arca». Joya, la canzone che chiude l'album, è una ballata paragonata ad Homogenic di Björk, che «conclude Kick III su una nota di pace totalizzante».

## Ricezione critica
| Recensione           | Giudizio |
| -------------------- | -------- |
| Metacritic           | 82/100   |
| AllMusic             |          |
| The A.V. Club        | B-       |
| Evening Standard     |          |
| Exclaim!             | 8/10     |
| The Guardian         |          |
| The Line of Best Fit | 8/10     |
| Loud and Quiet       | 8/10     |
| NME                  |          |
| Pitchfork            | 8.3/10   |
| The Skinny           |          |

Kick III ha raggiunto su Metacritic un punteggio di 82 punti su 100, in base a 14 recensioni professionali.
Il disco è stato nominato "album della settimana" dal The Times insieme a Kick II e Kick IV. Il quotidiano britannico ha elogiato «la sperimentazione coraggiosa e spesso inquietante» di Arca, che «si affianca a colpi di club music, ambience e hyperpop turbolento», e ha lodato l'album in quanto esso «abbraccia il caos».
Anche Stereogum ha nominato Kick III "album della settimana", descrivendolo come «l'esperienza di ascolto più punitiva dei Kick»: «Sin dall'apertura, essenzialmente è caos puro fino in fondo. [...] Chiudendo gli occhi in qualsiasi momento di Kick III, in pratica ci si può sentire immersi nei club. È una musica che trasporta, che fa baldoria nelle piste da ballo in cui Arca è cresciuta. Arca è impertinente e sicura in quel tipo di spazio».
The Line of Best Fit ha sostenuto che Kick III è «una delle opere più compiute [di Arca] fino ad oggi». Safiya Hopfe di Exclaim! ha invece affermato che «l'album ha poca consistenza narrativa: solo espansioni e distillazioni sonore che creano un'atmosfera così opprimente da essere inevitabile», mentre David Smyth dell'Evening Standard ha scritto che il progetto è «iperattivo e nervoso in misura generalmente irritante».
Il The New Yorker ha invece interpretato la serie di album come le ultime tre «puntate del progetto, ognuna delle quali porta avanti una metafora estesa dell'individuazione».
Vogue México ha elogiato la capacità di Arca di personificare «un ampio spettro di identità», come la strega (in Bruja) o la Regina-Teschio (in Skullqueen). L'album presenterebbe una serie di archetipi femminili "cattivi" che fanno parte della musicista stessa e dell'inconscio collettivo: «donne di ogni genere stanno su un piedistallo come statue classiche, icone di un futuro incentrato sulla forza femminile». La rivista individua inoltre una celebrazione dell'identità latino-americana: «Con Kick, questi diversi aspetti si convertono in odi di celebrazione alle eredità musicali latine, stavolta intenzionalmente più digeribili, canalizzando la salsa o il merengue o la gaita stessa del Venezuela, e comprimendoli attraverso lo strano e meraviglioso filtro del suo attuale paesaggio sonoro». Viene infine lodata la cifra stilistica di Arca: «L'album oscilla tra ritmi che fanno tremare i fianchi, il reggaeton fino al piano, l'assordante industrial techno e l'avant-pop trascendentale. [...] Può flirtare con il pop, tuttavia Kick sembra il progetto più rischioso (e definitivo) della carriera di Ghersi fino ad oggi. Ed è paradossale che sia anche il suo progetto più rilassato».

## Tracce
Testi e musiche di Alejandra Ghersi, eccetto dove indicato.
1. Bruja – 3:50 (musica: Alejandra Ghersi, Daniel Benza)
2. Incendio – 2:44 (musica: Alejandra Ghersi, Mark Luva)
3. Morbo – 2:15
4. Fiera – 4:28
5. Skullqueen – 2:33
6. Electra Rex – 2:08
7. Ripples – 2:09
8. Rubberneck – 2:28 (musica: Alejandra Ghersi, Max Tundra)
9. Señorita – 2:21 (musica: Alejandra Ghersi, Machinedrum)
10. My 2 – 3:15
11. Intimate Flesh – 3:32
12. Joya – 3:55

## Formazione
Crediti tratti dall'edizione streaming dell'album.
Musicisti
- Arca – arrangiamenti, testi, voce

Produzione
- Arca – produzione, missaggio
- Daniel Benza – produzione, autore della musica (traccia 1)
- Mark Luva – produzione, performer associato, autore della musica (traccia 2)
- Max Tundra – produzione, autore della musica (traccia 8)
- Machinedrum – produzione, autore della musica (traccia 9)
- Alex Epton – missaggio (tracce 6, 7)

Copertina
- Arca – concept, scenario, symbolic gestation, personaggio in copertina
- Frederik Heyman – concept, scenario, creazione visiva 3D
- Mimic Productions – creazione avatar, mocap
- Andrea Chiampo – sculture 3D
- Daniel Sallstrom – trucco
- Rubèn Mármol – parrucco
- Arne De Coster – assistente 3D
- Studio M – tipografia
- Bounce Rocks & Shaun MacDonald – produzione

## Date di pubblicazione
| Nazione | Data             | Formati                       | Etichetta     |
| ------- | ---------------- | ----------------------------- | ------------- |
| Varie   | 1º dicembre 2021 | Streaming · Download digitale | XL Recordings |
| Varie   | 20 maggio 2022   | CD · LP                       | XL Recordings |